# Ускопље (Равно)
Ускопље је насељено мјесто у Босни и Херцеговини у општини Равно које административно припада Федерацији Босне и Херцеговине. Према попису становништва из 1991. у насељу је живјело 25 становника.

## Становништво
По последњем службеном попису становништва из 1991. године, у насељу Ускопље је живело 25 становника. Сви становници су били Срби.
| Националност       | 1991. | 1981. | 1971. | 1961. |
| Срби               | 25    | 49    | 66    |       |
| Црногорци          |       |       | 4     |       |
| Југословени        |       | 3     |       |       |
| Хрвати             |       | 2     | 1     |       |
| остали и непознато |       |       |       |       |
| Укупно             | 25    | 54    | 71    | '     |

| Демографија | Демографија | Демографија |
| Година      | Становника  | Становника  |
| ----------- | ----------- | ----------- |
| 1961.       | 110         |             |
| 1971.       | 71          |             |
| 1981.       | 54          |             |
| 1991.       | 25          |             |